# Надница за страх
Надница за страх (фр. Le Salaire de la peur) је француски трилер филм из 1953. године, режисера Анрија Жоржа Клузоа, у коме главну улогу игра Ив Монтан, заснован на истоименом роману Жоржа Арноа. Када се нафтна бушотина у власништву америчке компаније запали, компанија унајмљује четворицу Европљана да превезу два камиона преко планинских земљаних путева, напуњених нитроглицерином потребним за гашење пламена.
Филм је донео Клузоу међународну славу — освојио је Златног медведа на Берлинском филмском фестивалу и Златну палму на Канском фестивалу — и омогућио му да режира Злобнике (1955). У Француској је био четврти филм године са највећом зарадом, са скоро 7 милиона продатих биоскопских карата.

## Радња
Французи Марио и Жо, Немац Бимба и Италијан Луиђи заглављени су у изолованом граду Лас Пиедрас. Окружен пустињом, град је повезан са спољним светом само узлетном пистом, али цена авионске карте је превелика за њих. Мало је могућности за запошљавање осим америчке корпорације која доминира градом, Јужне нафтне компаније (ЈНК), која управља оближњим нафтним пољима и поседује ограђено имање у граду. ЈНК се сумњичи за неетичке радње као што су искоришћавање локалних радника и узимање закона у своје руке, али је зависност грађана од ње толика да се јавно не жале.
Марио је саркастичан корзикански плејбој, који се са презиром односи према својој оданој љубавници Линди. Жо је остарели бивши гангстер који се недавно нашао насукан у граду. Бимба је интензиван, тих човек чијег су оца убили нацисти, а који је и сам радио три године у руднику соли. Луиђи, Мариов цимер, је весео, вредан човек, који је управо сазнао да умире од накупљене цементне прашине у плућима. Марио се спријатељи са Жоом због њиховог заједничког париског порекла, али долази до раскола између Жоа и осталих редовних гостију у кантини због његове борбене, арогантне личности.
Огроман пожар избија на једном од нафтних поља ЈНК. Једини начин да се угаси пламен и зачепи бушотина је експлозија изазвана нитроглицерином. Са кратким роком и недостатком одговарајуће опреме, нитроглицерин се мора транспортовати у кантама смештеним у два велика камиона из седишта ЈНК, удаљеног 500 километара. Због лошег стања путева и испарљиве природе нитроглицерина, посао се сматра превише опасним за синдикалне запослене у ЈНК.
Надзорник компаније Бил О’Брајен регрутује возаче камиона из локалне заједнице. Упркос опасностима, многи мештани волонтирају, намамљени високом платом: 2.000 долара по возачу. Ово је за њих богатство, а новац неки виде као једини излаз из ћорсокака. Група кандидата је сужена на четири лично бирана возача: Марио, Бимба и Луиђи су изабрани, заједно са Немцем по имену Смерлоф. Смерлоф се не појављује на заказани дан, тако да је Жо, који познаје О’Брајена из његових дана кријумчарења, постављен на његово место. Други возачи сумњају да је Жо на неки начин застрашио Смерлофа да би му одузео посао.
Жо и Марио превозе нитроглицерин у једном возилу; Луиђи и Бимба су у другом, а возе са размаком од 30 минута како би се ограничиле потенцијалне жртве. Возачи су приморани да се носе са низом физичких и психичких препрека, укључујући деоницу изузетно неравног пута, грађевинску барикаду која их приморава да се тетурају око труле платформе изнад провалије и стену која блокира пут. Жо открива да његови живци више нису оно што су били, а остали се суочавају са Жоом због његовог све већег кукавичлука. На крају, Луиђијев и Бимбин камион експлодира без упозорења, убивши их обојицу.
Марио и Жо стижу на место експлозије, где проналазе велики кратер који се брзо пуни нафтом из цевовода који је пукао у експлозији. Жо излази из возила да би помогао Марију да прође кроз кратер испуњен нафтом. Камион је, међутим, у опасности да се заглави и током њихових махнитих покушаја да то спрече, Марио прегази Жоа. Иако је возило на крају ослобођено, Жо је смртно рањен. По доласку на нафтно поље, Марио и Жо су поздрављени као хероји, али Жо је мртав, а Марио пада од исцрпљености. Када се опорави, Марио одлази кући у истом камиону, сада ослобођен опасног терета. Он прикупља дупло већу плату након смрти својих пријатеља, а одбија возача којег му нуди ЈНК. Марио весело вози планинским путем, док се истовремено одржава забава у кантини у граду где Мариови пријатељи жељно ишчекују његов долазак, који се очекује за два сата. Марио непромишљено и намерно скреће по путу, пошто је ту већ преварио смрт толико пута. Линда, која плеше у кантини, пада у несвест. Марио пребрзо улази у једну кривину, пропада кроз заштитну ограду и умире.

## Улоге
| Глумац            | Улога        |
| ----------------- | ------------ |
| Ив Монтан         | Марио        |
| Шарл Ванел        | Жо           |
| Фолко Лули        | Луиђи        |
| Питер ван Ајк     | Бимба        |
| Вера Клузо        | Линда        |
| Вилијам Табс      | Бил О’Брајен |
| Дарио Морено      | Ернандез     |
| Жо Дест           | Смерлоф      |
| Луис де Лима      | Бернардо     |
| Антонио Чента     | шеф кампа    |
| Дарлинг Легитимус | Роза         |

## Пријем и наслеђе
Филм је добио похвале током свог првобитног издања. Босли Краутер из новина The New York Times написао је: „Узбуђење у потпуности потиче од свести о нитроглицерину и опрезног руковања њиме без даха. Седите тамо и чекате да биоскоп експлодира.” Филм је такође био хит јавности, продавши 6.944.306 карата у Француској, где је био четврти филм године са највећом зарадом.
Године 1982, Полин Кејл га је назвала „егзистенцијалним трилером — најоригиналнијом и најшокантнијом француском мелодрамом 1950-их... Када можете бити разнесени у било ком тренутку, само будала верује да карактер одређује судбину... Ако ово није парабола о положају човека у савременом свету, онда је барем илустрација тога... Насиље... се користи за форсирање визије људског постојања.” Године 1992. Роџер Иберт је изјавио да „проширене напете секвенце филма заслужују место међу великим биоскопским делима”. Леонард Малтин доделио је филму три и по од четири звездице, називајући га „чудесно грубим и изузетно напетим епом”. Године 2010. филм је рангиран на 9. место листе 100 најбољих филмова светске кинематографије часописа Empire. На сајту Rotten Tomatoes филм има рејтинг одобравања од 100% на основу 47 рецензија, са пондерисаним просеком од 8,90/10. Консензус критичара сајта гласи: „Као класик егзистенцијалне неизвесности, филм меша непрекидну неизвесност са јетком сатиром; његов утицај се и даље осећа на данашњим трилерима.” Metacritic извештава о оцени од 85 од 100 на основу 15 критика критичара, што указује на „универзално признање”.
Британско-амерички режисер Кристофер Нолан био је под јаким утицајем Наднице за страх када је правио свој филм Денкерк.
Филм је драстично скраћен за издавање у САД 1955. године, при чему је исечено око 35 минута оригиналног времена приказивања. Ово је укључивало избацивање неколико сцена које су негативно приказивале фиктивну америчку нафтну компанију „ЈНК” након што је филм оптужен за антиамериканизам.

## Рестаурација и кућни медији
Као један од најпознатијих и најуспешнијих Клузоових филмова, Надница за страх, нашироко је објављиван у сваком формату кућног видеа. Међутим, са изузетком француског DVD-а са оригиналном 153-минутном француском биоскопском верзијом, донедавно је већина издања садржала верзију од 148 минута. Свеобухватна 4К рестаурација, заснована на оригиналном негативу и надгледана од стране сниматеља Гијома Шифмана, завршена је 2017. године. У великој мери је побољшала квалитет звука и видеа, и објављена је на Blu-ray, DVD и DCP форматима у Француској, Уједињеном Краљевству и Јапану.
Филм је колоризован 1996. уз одобрење Клузоове ћерке. Касније је емитован на француској телевизији и објављен на француском VHS-у.

## Награде
Филм је јединствен по томе што је освојио и Златног медведа и Златну палму.
- Берлински филмски фестивал: Златни медвед[20]
- Кански филмски фестивал: Златна палма[21]
- БАФТА: Најбољи филм[22]

## Римејкови
Насилни пут (такође познат и као Паклени аутопут), у режији Хауарда В. Коха из 1958. и Чаробњак, у режији Вилијама Фридкина из 1977. године, амерички су римејкови Наднице за страх, иако нису потписани као такви. Фридкин је свој филм описао као адаптацију оригиналног романа.
Радња је адаптирана за епизоду „Hellfire” америчке ТВ серије Мекгајвер из 1980-их.